# بازار سنندج

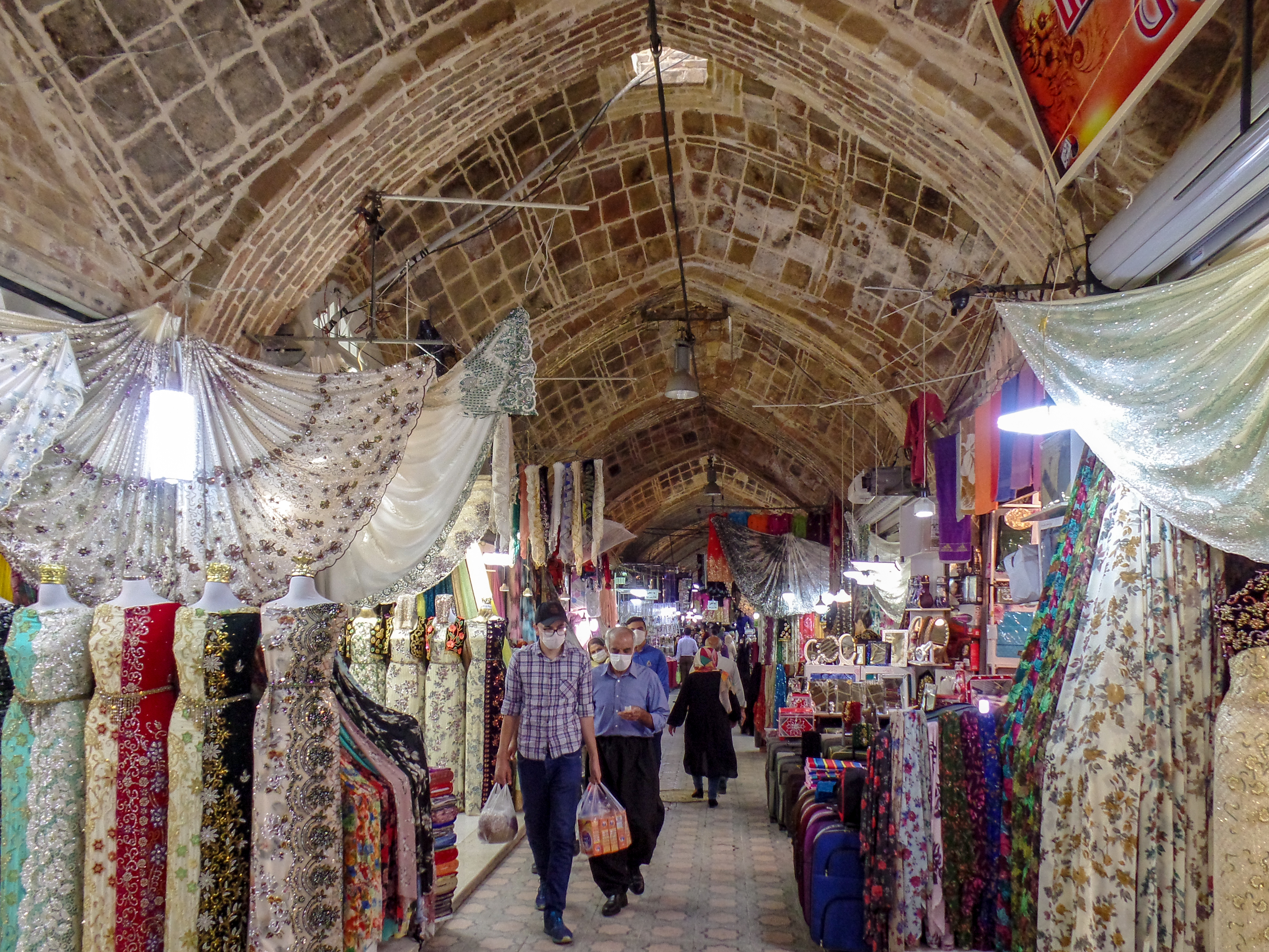
بازار قدیمی شهر سنندج

بازار سنندج بازاری بزرگ در مرکز شهر سنندج است. این بازار قدمتی تاریخی دارد.
نقشهٔ بازار سنندج به شکل مستطیل بزرگ بوده‌است و برخلاف تمام بازارهای ایرانی که به صورت خطی شکل گرفته‌اند، این بازار با الهام از پیرامون میدان نقش جهان اصفهان با شکل مستطیل ساخته شده‌است. در وسط این مستطیل سراهای مختلفی قرار گرفته‌است. متأسفانه بازار بر اثر احداث خیابان انقلاب به دو بخش مجزا تقسیم شده‌ است و اکنون بخشی از آن «آصف» و بخشی را سنندجی می‌نامند و از بازار سنندج فقط سه دروازهٔ قدیمی باقی‌ مانده‌ است.

با وجود مراکز خرید جدید، این بازار همچنان موقعیت و ارزش خود را از لحاظ تجاری حفظ کرده‌ است.

بازار قدیمیِ شهر سنندج در سال ۱۳۷۵ توسط سازمان میراث فرهنگی با شمارهٔ ۱۷۷۵ در فهرست آثار ملی ایران به ثبت رسید.

## تاریخچهٔ بازار سنندج
در سال ۱۰۴۶ شمسی، شهر سنندج در دورهٔ صفویه به‌وسیلهٔ سلیمان خان اردلان ازسوی شاه صفی صنعتکاران و استادکاران زبده و حاذق به منطقه روانه می‌گردند و طبق دستور شروع به اقدامات و انجام بناهای خواسته شده می‌نمایند که از جمله احداث بنای بازار و قطعه حکومتی و حمام و مسجد و کاروانسراست بازار سنندج نیز بدین نحوه ساخته می‌شود.

## حوزهٔ نفوذ خدمات بازار
حوزهٔ نفوذ بازار شهر سنندج بیشتر به حوزه شهر خدمات می‌دهد و روستاهای اطراف در درجه دوم اهمیت قرار دارند و شهرهای دیگر استان و بخش‌ها را بسیار کمتر از حد روستاها تحت نفوذ خود دارد حتی افراد در روستاهایی که ده‌ها کیلومتر با سنندج فاصله دارند برای تأمین نیازهای خود و رفع مایحتاج خود به شهر مخصوصاً به بازار می‌آیند.